# کاج شوکران کوهی
کاج شوکران کوهی (نام علمی: Tsuga mertensiana) نام یک گونه از سرده کاج‌های شوکران است.